# جيريمي غوردون
جيريمي غوردون (20 يناير 1987 في غيانا - ) هو لاعب كريكت كندي.

## وصلات خارجية
- جيريمي غوردون على موقع إي آس بي آن كريك إنفو (الإنجليزية)